# (156751) Chelseaferrell
(156751) Chelseaferrell est un astéroïde de la ceinture principale.

## Description
(156751) Chelseaferrell est un astéroïde de la ceinture principale. Il fut découvert le 4 décembre 2002 à Kitt Peak par Marc William Buie. Il présente une orbite caractérisée par un demi-grand axe de 2,26 UA, une excentricité de 0,07 et une inclinaison de 7,9° par rapport à l'écliptique.